# Rodolfo Falcón
Rodolfo Antonio Falcón Cabrera (La Habana, 25 de octubre de 1972) es un nadador cubano de estilo espalda retirado de la actividad competitiva. Participó de tres Juegos Olímpicos consecutivos, siendo medallista de plata en los 100 m espalda en una oportunidad. Es considerado el mejor nadador cubano de la historia.
Falcón nado en representación de Cuba en los Juegos Olímpicos de Barcelona 1992, Atlanta 1996 y Sídney 2000. En 1996 ganó la medalla de plata en los 100 m espalda, por delante del también cubano Neisser Bent.
En el año 2006 se convirtió en el comisionado nacional de la natación en su país.

## Palmarés olímpico
| Juegos Olímpicos | Juegos Olímpicos         | Juegos Olímpicos | Juegos Olímpicos |
| Año              | Lugar                    | Medalla          | Prueba           |
| ---------------- | ------------------------ | ---------------- | ---------------- |
| 1996             | Atlanta (Estados Unidos) | Medalla de plata | 100 m espalda    |